# 藤井伸二
藤井 伸二（ふじい しんじ）は、日本の旅行作家・ライター・写真家・映像製作者。フリーランス集団『ジャアク商会』代表。タイ料理研究家。

## 人物
実存主義を思索の軸とし、イマヌエル・カントが実践した規則正しい生活を理想としている。
タイ王国の首都バンコクのカオサン通りに20年近くに渡って拠点を置き、観光記事や旅行情報を書き連ねていた。
一般的な旅行情報紹介から専門的な仏教解説に至るまで執筆範囲は幅広い。特にタイを中心にベトナム、ラオスと、アジア関連の書籍や記事を執筆。国内外を問わず、ラグジュアリーからエコノミーまで、鉄道、車、飛行機、バス、自転車、バイクに徒歩と、手段やスタイルにこだわらない自由な旅を実践している。
平凡な生活のなかに刺激を見い出す「闇ナベ生活術」の大家で、一年365日ほとんど退屈することがない。オカルトに関する造詣も深く、遺跡やパワースポットの探求も欠かさない。
食通であると同時に大食漢としても知られている。日々の活動量が多いため代謝がよく、1日の食事回数は4回。あらゆる種類の酒を呑み、料理の好き嫌いもない。現在は料理の貴賤にとらわれず食べ尽くす『愚食倶楽部』も主催し、美食を超える新しい世界の発見に努めている。
2016年より株式会社PKPに所属しタレント活動も開始。

## 主な著作
- 『素顔のアジアは闇ナベ気分』（立風書房） 1998年

タイ、ベトナム、カンボジア、ラオスの旅行記。1988年から1997年にかけての記録。
- 『タイ無責任ガイド』　（イカロス出版） 2005年

タイ旅行ガイド。タイの風俗習慣も同時に紹介。
- 『タイ旅行で死ぬかと思った!! 知らなきゃアナタもダマされる』（大久保ニュー漫画、あおば出版） 2006年

タイ旅行にまつわる多くのトラブルを解説。
- 『萌えタイ　萌える!タイの歩き方』（鮭 (漫画家)イラスト、イカロス出版） 2006年

フィクションストーリーを軸に、ノンフィクションの旅行と現地情報を加えたスタイル。
- 『地獄 / 天国 タイ移住』（イージー栄作イラスト、扶桑社） 2010年

タイへの移住とロングステイに関するガイドブック風ノンフィクション。
- 『バンコク 街角の食事処 - 藤井伸二が通う 食べて、幸せになれるお店』（イカロス出版） 2015年

筆者（藤井伸二）がバンコクで日々通っている飲食店をオールカラーで紹介。料理のルーツを求めて地方の店も紹介。
- 『タイからはじめるバックパッカー入門』（光文社、知恵の森文庫） 2021年

文庫書き下ろし。

### 「金なし、コネなし」シリーズ
- 『金なし、コネなし、タイ暮らし! - ゼロから始める異国生活マニュアル』（イカロス出版） 2005年

タイで生活する際に必要となるすべてのトピックを紹介した生活マニュアル。
- 『金なし、コネなし、ベトナム暮らし! - ゼロから始める異国生活マニュアル』（イカロス出版） 2006年

社会主義国家であるベトナムの特殊性をふまえた、「読む」ガイドブック。
- 『金なし、コネなし、タイ暮らし! 改訂版 - ゼロから始める異国生活マニュアル』（イカロス出版） 2010年

上掲の『金なし、コネなし、タイ暮らし!』の改訂増ページ版。
- 『金なし、コネなし、ベトナム暮らし! 改訂版 - ゼロから始める異国生活マニュアル』（イカロス出版） 2013年

上掲の『金なし、コネなし、ベトナム暮らし!』の改訂新版。
- 『新・金なし、コネなし、タイ暮らし! - ゼロから始める異国生活マニュアル』（イカロス出版） 2017年

上掲の『金なし、コネなし、タイ暮らし! 改訂版』の再改訂新版。

### 「タイ散歩」
- 『タイ散歩 歩いて楽しむ異国の街並み』（イカロス出版） 2008年

ルートと所要時間を記載したウォーキングマップ付き写真紀行。バンコクを中心に、タイ北部、南部リゾートビーチ、東北部を約半日で歩くコースを紹介。
- 『タイ散歩 改訂版 歩いて楽しむ異国の街並み』（イカロス出版） 2011年

上掲の『タイ散歩』の改訂新版。写真のほとんどが入れ替えられ、一部の散歩ルートが見直されている。
- 『新 タイ散歩 歩いて楽しむ異国の街並み』（イカロス出版） 2018年

上掲の『タイ散歩』の再改訂最新版。誌面で紹介している全22ルートを再踏破し、掲載した700点以上の写真をすべて再撮影。一部の散歩ルートを見直している。

### 「タイ鉄道散歩」
- 『タイ鉄道散歩 列車に乗ってタイ全土を自由に旅しよう』（イカロス出版） 2013年

タイ国内の鉄道を全線乗車して執筆した写真紀行風ガイド本。
- 『タイ鉄道散歩 改訂版 列車に乗ってタイ全土を自由に旅しよう』（イカロス出版） 2017年

上掲の『タイ鉄道散歩』の再取材改訂版。タイ国鉄に新規導入された新型寝台特急の写真と記事が掲載されている。

## 共著
- 『ベトナム沸騰読本 - ベトナムの息づかいをわしづかみ』 (宝島社、別冊宝島 WT 1） 1995年
- 『バンコク悦楽読本 - クルンテープ天使の都へ、もう一度』（宝島社、別冊宝島 WT 3） 1995年
- 『実録アジア悦楽探検 - アジアンフリークに捧げるガイドブックにない本物の旅』（ワニマガジン社） 1998年
- 『ザ・ブラックマーケット (2)』（ワニマガジン社） 2000年
- 『一獲千金インターネット! - パソコン1台から始まる儲け話ザクザク』（ワニマガジン社） 2000年
- 『ベトナム - シクロは走るよ、力いっぱい!『（トラベルジャーナル、ワールド・カルチャーガイド） 2001年
- 『タイでロングステイ』（ラシン編集部 / イカロス出版、大人の海外暮らし国別シリーズ） 2004年
- 『あこがれのゴルフ三昧ロングステイ』（イカロス出版、ラシン特選ブックス） 2007年
- 『タイでロングステイ 最新版』（イカロス出版、大人の海外暮らし国別シリーズ） 2012年
- 『バックパッカーシンドローム』（丸山製作所）2025年

## 電子書籍
- 『タイでロングステイ 最新版』（イカロス出版、大人の海外暮らし国別シリーズ [電子書籍版]）

Rakuten Koboでの限定販売。

## 旅行ガイドブック
- 『地球の歩き方 タイ - やすらかなる国』〈90～91版〉〈91～92版〉〈92～93版〉〈93～94版〉〈95～96版〉〈96～97版〉（ダイヤモンド・ビッグ社） 1989年/1991年/1992年/1993年/1994年/1995年/1996年
- 『地球の歩き方フロンティア ラオス』（ダイヤモンド・ビッグ社） 1990年 - アジアプレス・インターナショナルと取材
- 『アーバンドライブ カップル編』（遊タイム出版） 1991年
- 『地球の歩き方 バンコク』〈92～93版〉〈93～94版〉〈94～95版〉〈95～96版〉〈96～97版〉〈97～98版〉（ダイヤモンド・ビッグ社） 1991年/1992年/1993年/1994年/1995年/1996年/1997年
- 『個人旅行 タイ』（昭文社） 1999年
- 『エアリアガイド タイ』（昭文社） 1999年
- 『バンコクを愛する本 2007 - 2008』（イカロス出版） 2007年
- 『たびんご! ホーチミン』（イカロス出版） 2009年
- 『たびんご! バンコク』（イカロス出版） 2009年

## 雑誌・ムック
- 「ニューモデルマガジンX」（三栄書房）

from ASIA
- 「日経トレンディ」（日経BP）

Around The World
- 「Vi」（ヴァーナル） 2000年 - 写真は知識たかし
- 「はれ予報」　2007年 8月号 / 9月号（しんきんカード）- 写真は矢幡英文
- 『タイを愛する本』（イカロス出版） 2008年 - ムック
- 『TRANSIT』8号　（講談社） 2010年 - ムック
- 「日経おとなのOFF」2011年8月（日経BP）

アジア聖地巡礼
- 「宗教問題 11」 2015年（白馬社 / 合同会社宗教問題）

オウム真理教に群がった奴ら（〈タイ〉揺らぐタイの仏教組織と揺らぎのないタイ人の信仰心）
- 「宗教問題 14」 2016年（合同会社宗教問題）

追跡、“僧侶派遣ビジネス”（〈タイ〉軍事政権 VS タイ仏教サンガ）
- 「宗教問題 18」 2017年（合同会社宗教問題）

王制の未来をも揺るがす軍事政権vs新興仏教寺院の攻防
- 「宗教問題 26」 2019年（合同会社宗教問題）

〈タイ〉深南部で拡大する「イスラム独立運動」の深層
- 「アジアの友」 2021年6月（公益財団法人アジア学生文化協会）- 表紙写真

## 連載雑誌
- 「日タイパートナーシップ」（JTECS / 社団法人 日・タイ経済協力協会）

東南アジア堕落紀行
- 「月刊 Wai Wai Thailand」（ワイワイタイランド社）

ジャアク商会のガヤガヤタイランド
バンコクから行く国内の旅
タイのホテルへ道案内
- 「ネオタイカルチャー応援マガジン オーチタイ」（オーチタイ編集部）

タイ王国 歩いて楽しむ味と街

## 映像関係
- 地球に生きる わたしたちと水（田中真知著、左巻健男監修、フレーベル館） 2005年 - 写真を提供
- YOUは何しに日本へ? 日本ブームを握りしめちゃえSP (テレビ東京) 2019年
- PKPチャンネル
- ＠TV 秋葉原
- めざましテレビ（フジテレビ）
- Entapano VR

2017年より株式会社インタニヤ / Entaniya Co.,Ltd.からの機材提供を受けて本格的なVR360写真・動画の撮影を開始。現在の使用機材はEntaniya Fisheye HAL 220 PL + SONY α7R II。